# John W. Cahn

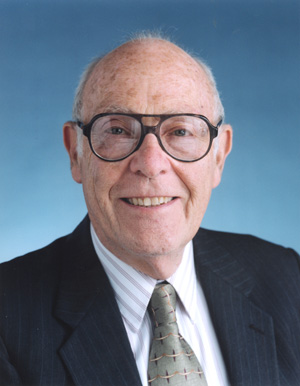
John W. Cahn, 2009

John Werner Cahn (* 9. Januar 1928 in Köln als Hans Werner Cahn; † 14. März 2016 in Seattle, Washington) war ein deutschamerikanischer Physikochemiker und Materialwissenschaftler, der sich insbesondere mit Thermodynamik in den Materialwissenschaften beschäftigte.

## Leben
John Werner Cahn entstammt einer deutsch-jüdischen Familie aus Köln. Sein Vater Felix Cahn war ein angesehener Rechtsanwalt und Gegner des Nationalsozialismus, seine Mutter Lucie P. Cahn (geborene Schwarz) medizinische Röntgenassistentin. Seine jüngere Schwester Anne wurde am 1. April 1930 geboren. 1933 floh Cahn mit seiner Familie vor den Nationalsozialisten zunächst in die Niederlande, wo er in Amsterdam zur Schule ging, und Ende der 1930er Jahre weiter in die USA. Dort besuchte Cahn von 1941 bis 1945 die Brooklyn Technical High School. Zahlreiche in Europa verbliebene Angehörige Cahns wurden im Holocaust ermordet. Nachdem Cahn 1945 die Staatsbürgerschaft der USA erlangt hatte, diente er von 1946 bis 1947 als Soldat in der United States Army.
Cahn studierte Chemie an der University of Michigan, wo er 1949 einen Bachelor-Abschluss erwarb. 1953 wurde er an der University of California, Berkeley, bei Richard E. Powell in Physikalischer Chemie promoviert. Der Titel seiner Dissertation lautete "The oxidation of isotopically labeled hydrazin". Nach einer Tätigkeit an der University of Chicago von 1952 bis 1954 wechselte er zu General Electric an das Metallurgy and Ceramics Department Research Laboratory in Schenectady, wo er mit David Turnbull zusammenarbeitete. Von 1964 bis 1978 war er Professor für Materialwissenschaften (damals Metallurgie) am Massachusetts Institute of Technology. Ab 1977 war Cahn am National Institute of Standards and Technology (NIST) tätig, wo er seit 1984 die Position eines Senior NIST Fellow im Material Science and Engineering Lab bekleidete. Seit 1984 war er Affiliate Professor an der University of Washington.
Er war seit 1950 mit Anne Hessing verheiratet und hat drei Kinder. Zuletzt lebte er in Seattle.

## Werk
Cahn prägte den Grenzbereich zwischen physikalischer Chemie und Materialwissenschaften durch zahlreiche grundlegende Arbeiten, die die thermodynamische Beschreibung physikalisch-chemischer Phänomene zum Gegenstand hatten. Zusammen mit John E. Hilliard entwickelte Cahn die Cahn–Hilliard-Gleichung zur Beschreibung spontaner Entmischungsprozesse und in der Folge die Theorie der spinodalen Entmischung.
Ein wichtiges Arbeitsgebiet Cahns war die Dynamik von Grenzflächen und Korngrenzen kristalliner Materialien. So untersuchte er die Auswirkung von Verunreinigungen auf die Mobilität von Korngrenzen. Mit seinem Doktoranden Sam Allen entwickelte Cahn eine Theorie zur Beschreibung des Verhaltens von Antiphasengrenzen. Nach ihnen ist die Allen-Cahn-Gleichung benannt. In Zusammenarbeit mit Jean Taylor entwickelte Cahn eine vereinheitlichte Beschreibung der Bewegung von Korngrenzen. Ebenso beschäftigte sich Cahn mit der Nukleationskinetik neuer Phasen an kristallinen Korngrenzen. Mit David W. Hoffman entwickelte er 1972 eine Vektor-Thermodynamik für anisotrope Grenzflächen. Mit seinem Doktoranden Francis Larché entwickelte er eine lineare Theorie des thermodynamischen Gleichgewichts von Festkörpern unter Spannung. 1977 veröffentlichte Cahn eine grundlegende Arbeit zum Benetzungsverhalten zweiphasiger flüssiger Systeme in der Nähe von deren kritischem Punkt, der zufolge eine der beiden kritischen Phasen eine dritte nichtkritische Phase in der Nähe des kritischen Punktes vollständig benetzt. Darauf aufbauende Arbeiten hatten die gezielte Manipulation des Benetzungsverhaltens von Zweiphasensystemen in der Nähe des kritischen Punktes zum Gegenstand. Anfang der 1980er Jahre leistete Cahn in Zusammenarbeit mit dem späteren Nobelpreisträger Dan Shechtman wichtige Beiträge zur Theorie der Quasikristalle. 2002 fand er mit Leonid Bendersky Hinweise für die Bildung einer festen amorphen Phase aus einer Aluminium-Eisen-Silizium-Schmelze mittels eines Phasenüberganges erster Ordnung, wobei die amorphe Phase durch einen Nukleationsmechanismus entsteht.

## Ehrungen und Mitgliedschaften
Cahn war Mitglied der National Academy of Sciences, des American Institute of Metallurgical Engineers, der American Academy of Arts and Sciences und der National Academy of Engineering. 1960/61 war er Guggenheim Fellow und Gastwissenschaftler an der Universität Cambridge. Er erhielt die Ehrendoktorwürde der Northwestern University und der Université d’Evry. Darüber hinaus empfing Cahn unter anderem folgende Auszeichnungen:
- 1977: Acta Materialia Gold Medal[22]
- 1981: Dickson Prize in Science der Carnegie Mellon University
- 1985: Von Hippel Award der Material Research Society
- 1986: Stratton Award des National Bureau of Standards
- 1989: Albert Sauveur Achievement Award
- 1991: Michaelson-Morley Award der Case Western Reserve University
- 1994: Goldmedaille des Japan Institute of Metals
- 1995: Harvey-Preis
- 1998: National Medal of Science
- 1999: die Bakhuys-Roozeboom Medaille der Königlich-Niederländischen Akademie der Wissenschaften
- 2002: Bower Award and Prize for Achievement in Science des Franklin Institutes
- 2001: Heyn-Denkmünze[23].
- 2011: Kyoto-Preis in der Kategorie Hochtechnologie[6]

## Schriften
- W. Craig Carter, William C. Johnson (Hrsg.): The Selected Works of John W. Cahn. John Wiley & Sons Inc, Hoboken 2013, ISBN 978-0-87339-416-1 (Druckversion), ISBN 978-1-118-78829-5 (Online-Version), doi:10.1002/9781118788295.
- J. W. Cahn: 1993 Hume Rothery Award Lecture: Adapting thermodynamics to materials science problems. In: Journal of Phase Equilibria, Band 15, Nr. 4, 1994, S. 373–379, doi:10.1007/BF02647556.